# Tuo Limbur
Tuo Limbur is een bestuurslaag in het regentschap Bungo van de provincie Jambi, Indonesië. Tuo Limbur telt 1451 inwoners (volkstelling 2010).